# Clarence Walker
Clarence Walker (* 13. Dezember 1898 in Port Elizabeth, Südafrika; † 30. April 1957 in Roodepoort, Südafrika) war ein südafrikanischer Boxer im Bantamgewicht.
Bei den Olympischen Sommerspielen im Jahre 1920 im belgischen Antwerpen eroberte Walker mit Siegen über Alfons Bouwens, Edwart Hartman, George McKenzie und Clifford Graham die Goldmedaille.